# António Valente
António Valente, O.P. (Lisboa, ca. 1560 – São Tomé, 1608) foi um frei dominicano da Província de Portugal e prelado português da Igreja Católica, que foi bispo de São Tomé.

## Biografia
Era natural de Lisboa e formado em teologia. Era pregador na Capela Real de Lisboa, examinador das diversas ordens do Reino, além de lente do Colégio da Rainha e do Colégio da Nossa Senhora da Escada.
Foi proposto para bispo de São Tomé em 5 de julho de 1604, sendo seu nome aprovado em consistório de 30 de agosto deste ano. Consta que recebeu a ordenação episcopal em 14 de novembro do mesmo ano.
Chegou nas ilhas em 1606 e em novembro deste ano, viajou para Lisboa, alegando fortes desavenças com o capitão-geral João Barbosa, além do deão da Sé e irmão do capitão-geral, chegando à Metrópole em fevereiro de 1607. Contudo, sua ausência não foi aceita pela Mesa de Consciência, apesar dos apelos de Frei Valente para que fosse enviado um governador com ele, para apaziguar a situação. Assim, por ordem régia, deveria retornar imediatamente a São Tomé, com a companhia do governador nomeado Fernando de Noronha. Acabou por retornar em 1608, e neste mesmo ano, veio a falecer.